# Groß Nimsdorf

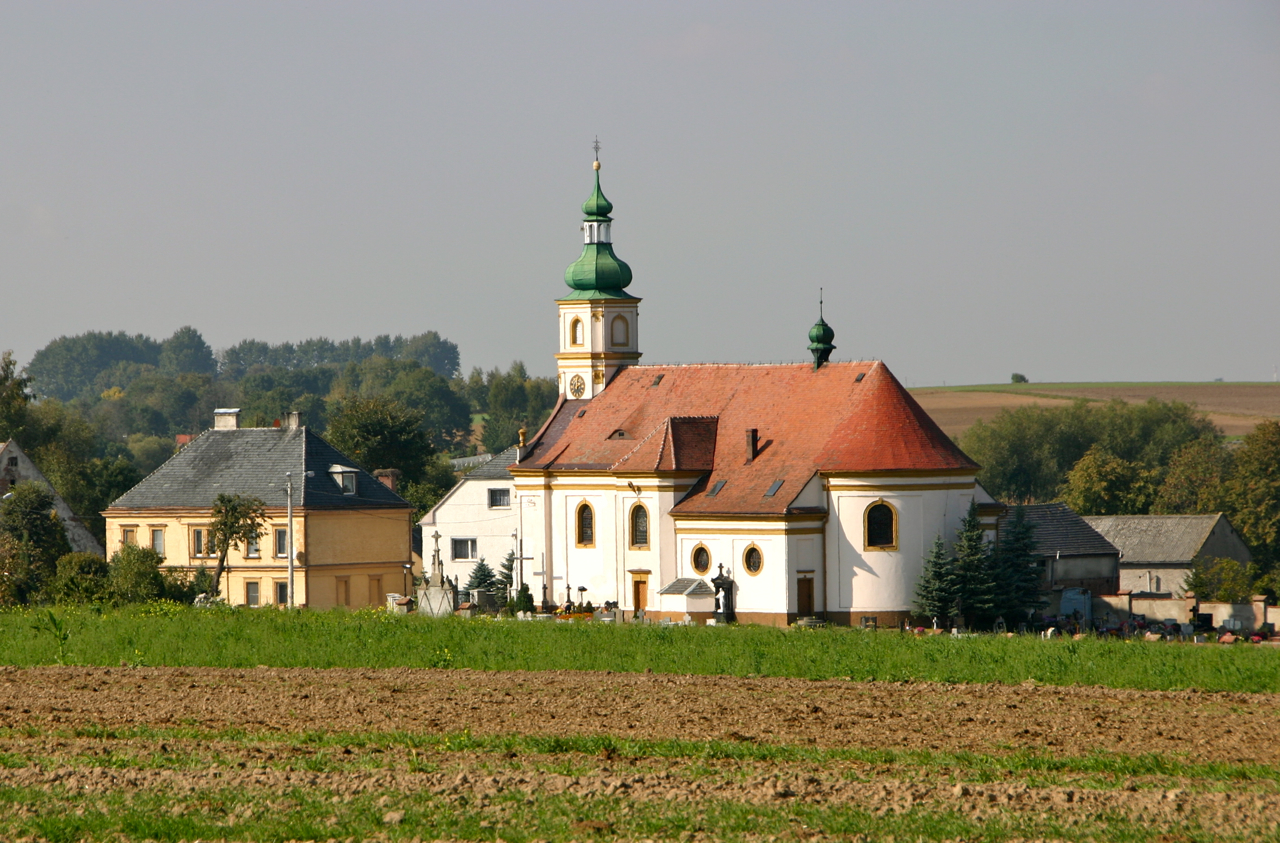
Ortsansicht mit Kirche

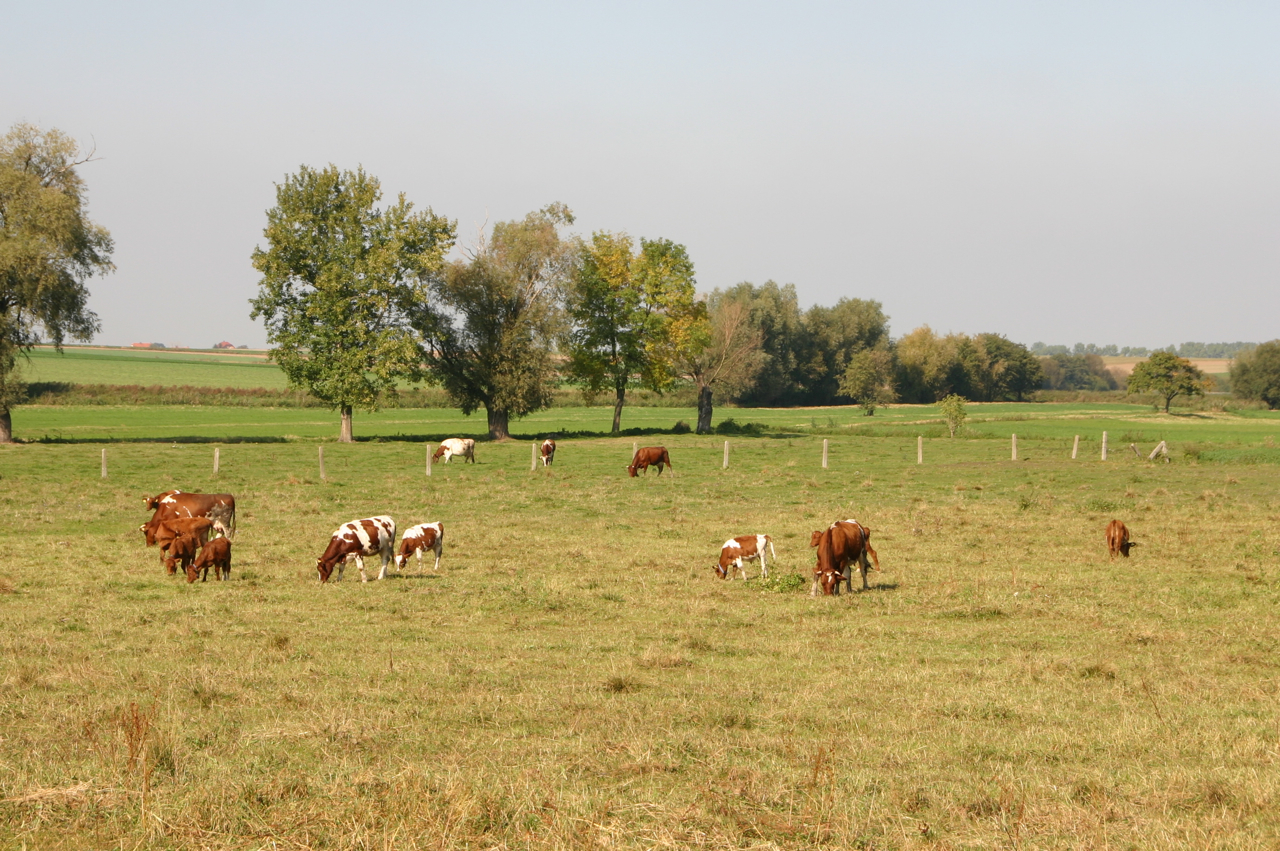
Landschaft bei Groß Nimsdorf

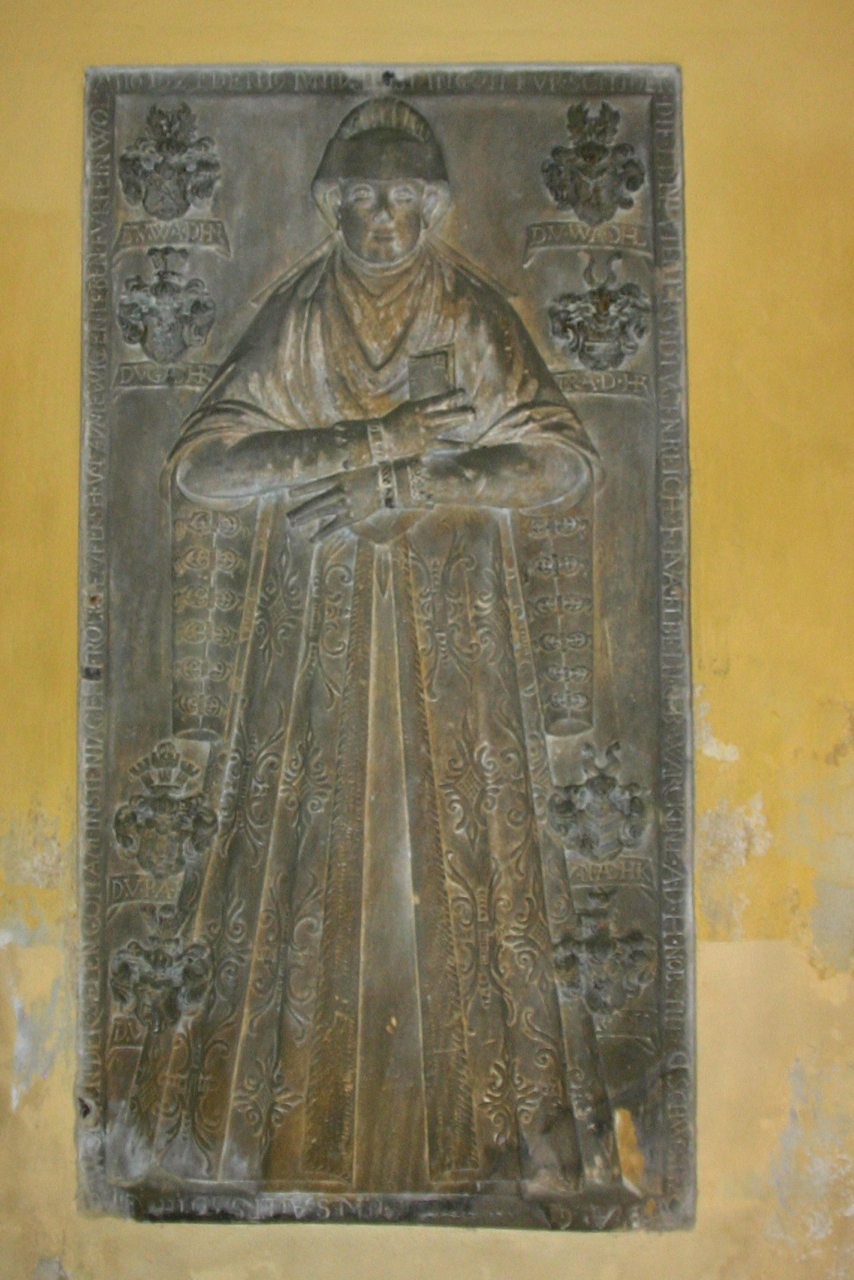
Alte Grabplatte

Groß Nimsdorf, polnisch Naczęsławice ist ein Ort in der Landgemeinde Pawlowitzke im Powiat Kędzierzyńsko-Kozielski der Woiwodschaft Opole in Polen.

## Geografie
Groß Nimsdorf liegt rund zehn Kilometer nordwestlich von Pawłowiczki (Pawlowitzke), 20 Kilometer westlich von Kędzierzyn-Koźle (Kandrzin-Cosel) und 41 Kilometer südlich von  Opole.

## Geschichte
Der Ort entstand spätestens im 13. Jahrhundert und wurde am 8. September 1223 erstmals urkundlich als „Nazhlai villa“ erwähnt. In dem Dokument zählte der Ort zum Sprengel Kasimir. 1295–1305 wurde der Ort zusammen mit Klein Nimsdorf im Liber fundationis episcopatus Vratislaviensis (Zehntregister des Bistums Breslau) urkundlich als „Naceslavicze relicte Naczconis“ bzw. „Naceslavicze Brenconis“ erwähnt. Weitere Erwähnungen waren Nacesslavichi (1234), Naceslavicze (1305), Naculchsicz (1306), Nymmsdorff bzw. Nymsdorff (1400), Nymandsdorff (1447) und Neczeslawicz (1479). Am 24. Juli 1321 wurden Arnold von Gläsen die Güter Groß Nimsdorf und Grötsch bestätigt, welche zudem von der Viehsteuer befreit wurden.
Der Ort wurde 1783 im Buch Beyträge zur Beschreibung von Schlesien als Gros Niemsdorf und Gros Niembsdorff erwähnt, bestand aus zwei Teilen, gehörte den Minoriten von Oberglogau und lag im Landkreis Cosel und hatte 364 Einwohner, ein Vorwerk, eine katholische Parochialkirche, eine Schule, eine Mühle, 22 Bauern, 36 Gärtner und einige Häusler. 1865 bestand Groß Nimsdorf aus einem Kirchdorf und einem Rittergut. Das Dorf hatte zu diesem Zeitpunkt 25 Bauernhöfe, 35 Gärtnerstellen und 51 Häuslerstellen und eine Wassermühle, die durch den Straduna-Bach angetrieben wurde.
Bei der Volksabstimmung in Oberschlesien am 20. März 1921 stimmten 462 Wahlberechtigte für einen Verbleib Oberschlesiens bei Deutschland und 168 für eine Zugehörigkeit zu Polen. Groß Nimsdorf verblieb nach der Teilung Oberschlesiens beim Deutschen Reich. Bis 1945 befand sich der Ort im Landkreis Cosel.
1945 kam der bis dahin deutsche Ort unter polnische Verwaltung und wurde anschließend der Woiwodschaft Schlesien angeschlossen und zum 9. September 1947 ins polnische Naczęsławice umbenannt. Der Landkreis Cosel wurde in Powiat Kozielski umbenannt. 1950 kam der Ort zur Woiwodschaft Oppeln. 1975 wurde der Powiat Kozielski aufgelöst. 1999 kam der Ort zum neugegründeten Powiat Kędzierzyńsko-Kozielski. Am 30. September 2014 erhielt der Ort zusätzlich den amtlichen deutschen Ortsnamen Groß Nimsdorf.

## Sehenswürdigkeiten
- Die barocke römisch-katholische Stanislauskirche aus dem Jahr 1724
- Diverse Wegkapellen
- Diverse Wegkreuze
- Gefallenendenkmal (Erster Weltkrieg)
- Denkmal für die Gefallenen und Opfer des Zweiten Weltkriegs